# Сфагнум магеланський
Сфагнум магеланський (Sphagnum magellanicum) — вид мохів порядку торфовикальних (Sphagnales).

## Опис
Sphagnum magellanicum утворює рослини завдовжки до 20 см. Червоно-пурпурне забарвлення, на якому видно все листя або його частини, є дуже характерним. У прісноводних болотах утворює низькі подушки та килимки. Від 4 до 5 гілок збираються в пучки, з яких виступають 2 або 3 гілки. Інші повислі гілки лежать близько до стовбура. Слабоволокнистий тонкостінний епідерміс стебла зазвичай 4-шаровий, зовнішні стінки якого зазвичай мають 1–2 (рідше до 4) невеликих отворів. Склеродерміс червонуватий, червонувато-коричневий або пурпурний. Плоскі, майже прямокутні, язикоподібні стеблові листки щільно прилягають до багряного стебла і не мають стулок. Порожнисті ланцетні гілкові листки закінчуються широким округлим кінчиком. Зазвичай вони лежать, як черепиця на гілках; вони рідко трохи виступають.

## Поширення
Батьківщиною є Європа, Макаронезія, Північна Америка, Південна Америка, Азія, Нова Зеландія.

## Екологія
Вид характерний для центральних ділянок незайманих омбротрофних дощових боліт. Сьогодні він особливо поширений на верхових болотах, які не надто осушені. Рідко бере участь у формуванні травостою. Його оптимальний рН знаходиться в дуже кислому діапазоні від 2 до 4,5. Крім того, вид можна знайти в проміжних болотах із високою кислотністю та в болотистих лісах. Sphagnum magellanicum переносить певну кількість затінення, але потім залишається переважно зеленим. Віддає перевагу рівномірно вологим торф’яним ґрунтам і уникає ділянок, які протягом тривалого часу заболочені. Він відносно нечутливий до тимчасового висихання і здатний до регенерації.